# Amerosedum rupicola
Amerosedum es un género monotípico de plantas con flores perteneciente a la familia Crassulaceae. Su única especie, Amerosedum rupicola, es originaria de Estados Unidos. 

## Descripción
Son hierbas, perennes, con mechón insertado, glabras. Tallos postrados, convirtiéndose en erectos, ramificados, teniendo rosetas en racimos y brotes secundarios en axilas de las hojas. Hojas alternas,  divergentes, ligeramente hacia arriba, sésiles; hoja de color verde-azulado, púrpura o verde, a veces glauca, ovadas, elíptico-ovadas o lanceoladas, subteretes, de 3.2 a 6.2 × 1.9- 2,9 mm,  ápice obtuso o aparentemente aguda. Brotes florales erectos, simples o ramificados, de 18 cm. Inflorescencias en cimas,  pétalos  de color amarillo intenso, elíptico-lanceoladas o lanceoladas; anteras de color amarillo; escalas néctar amarillo, subcuadrada. Carpelos   connados basalmente, marrón. Tiene un número de cromosomas de 2n = 32, 36.

## Taxonomía
Amerosedum rupicola fue descrita por (G.N.Jones) Á.Löve & D.Löve y publicado en Taxon 34(2): 350. 1985.
Basónimo
- Sedum rupicola G.N. Jones